# Babrala
Babrala (hindi बबराला) – miasto w północnych Indiach w stanie Uttar Pradesh, na Nizinie Hindustańskiej.
Populacja miasta w 2001 roku wynosiła 14 447 mieszkańców.